# Steganopsis minor
Steganopsis minor är en tvåvingeart som först beskrevs av de Meijere 1914.  Steganopsis minor ingår i släktet Steganopsis och familjen lövflugor. Inga underarter finns listade i Catalogue of Life.